# Pergoússa
Pergoússa est une île grecque de l'archipel du Dodécanèse dans la mer Égée, à l'ouest de l'île de Nisyros. 
Elle mesure environ 1,9 km de long sur 1,1 km de large. Elle est inhabitée.

## Faune
On y trouve une espèce de sauriens appelée Podarcis erhardii.